# احمد امری
احمد امری سرپرست وزارت راه و ترابری از ۲۶ مرداد۱۳۶۰ تا ۱۲ شهریور ۱۳۶۰ در دولت محمدجواد باهنر بود.
«احمد امری» پس از کشته شدن موسی کلانتری در اقدام تروریستی بمب‌گذاری در دفتر حزب جمهوری اسلامی به سرپرستی وزارت راه و ترابری انتخاب شد. وی پس از انتخاب سید علی خامنه ای به ریاست جمهوری و تشکیل کابینه میرحسین موسوی جای خود را به محمدهادی نژادحسینیان داد.